# Червонопартизанск
Червонопартизанск (укр. Червонопартизанськ рус. Червонопартизанск) град је у Украјини у Луганској области. Према процени из 2014. у граду је живело 15.582 становника.

## Историја
Град је део градског округа Свердловск у басену Донбаса на југоистоку Луганске области и налази се око 90 км јужно од главног града Луганска, на самој граници са Ростовском облашћу у Русији. Град се још на украјинском назива Вознесенивка.
Рудник Црвени Партизан основан је 1947. године. Након спајања неколико села у Червонопартизанск, новонастало место је 1956. године добило статус насеља урбаног типа, а 1960. године статус града. У јулу 2014. године, кад је почела криза у Украјини, граната је пала на град, убивши четири особе. Предузеће које управља рудницима у граду је тада престало са радом у рудницима из безбедносних разлога. Од 4. јуна до 10. јула 2014. гранични пункт Червонопартизанск су заузели проруски борци. Од лета 2014. године, током рата у Украјини, место су у потпуности заузели војници из Луганске Народне Републике.

## Становништво
Према процени, у граду је 2014. живело 15.582 становника.
| 1956.  | 1974.  | 1989.  | 2001.  |
| ------ | ------ | ------ | ------ |
| 24.800 | 20.000 | 20.050 | 17.524 |